# Liste der Kulturdenkmale im Concelho Odivelas
In der Liste der Kulturdenkmale im Concelho Odivelas sind die Kulturdenkmale des portugiesischen Kreises Odivelas aufgeführt.

## Kulturdenkmale nach Freguesia

### Caneças
|   | Offizielle Bezeichnung                                                                                      | Beschreibung | Kategorie        | Stufe | Jahr | Bild |
| - | --- | ------------ | ---------------- | ----- | ---- | ---- |
| 1 | Dólmen das Pedras Grandes                                                                                   |              | Bodendenkmal     | MN    | 1949 |      |
| 2 | Dólmen do Sítio das Batalhas                                                                                |              | Bodendenkmal     | MN    | 1944 |      |
| 3 | Aqueduto das Águas Livres Zuläufe und Verbindungen                                                          |              | Zivilarchitektur | MN    |      |      |
| 4 | Ensemble der fünf Brunnen von Caneças: Fontaínhas, Pissarras, Passarinhos, Castelo de Vide und Castanheiros |              | Zivilarchitektur | IIM   |      |      |

### Odivelas
|    | Offizielle Bezeichnung                  | Beschreibung | Kategorie         | Stufe | Jahr | Bild |
| -- | --------------------------------------- | ------------ | ----------------- | ----- | ---- | ---- |
| 5  | Wallburg der Serra da Amoreira          |              | Bodendenkmal      | IIM   | 1997 |      |
| 6  | Memorial de Odivelas                    |              | Sakralarchitektur | MN    | 1910 |      |
| 7  | Mosteiro de São Dinis                   |              | Sakralarchitektur | MN    | 1910 |      |
| 8  | Igreja do Santíssimo Nome de Jesus      |              | Sakralarchitektur | IIP   | 1997 |      |
| 9  | Palacete in der Rua Dr. Alexandre Braga |              | Zivilarchitektur  | IIM   | 1996 |      |
| 10 | Padrão do Senhor Roubado                |              | Zivilarchitektur  | IIP   | 1948 |      |

### Pontinha
|    | Offizielle Bezeichnung | Beschreibung | Kategorie        | Stufe | Jahr | Bild |
| -- | ---------------------- | ------------ | ---------------- | ----- | ---- | ---- |
| 11 | Velho Mirante          |              | Zivilarchitektur | IIM   | 1997 |      |

### Póvoa de Santo Adrião
|    | Offizielle Bezeichnung          | Beschreibung | Kategorie         | Stufe | Jahr | Bild |
| -- | ------------------------------- | ------------ | ----------------- | ----- | ---- | ---- |
| 12 | Igreja da Póvoa de Santo Adrião |              | Sakralarchitektur | MN    | 1971 |      |

Legende: PM – Welterbe; MN – Monumento Nacional; IIP – Imóvel de Interesse Público; IIM – Imóvel de Interesse Municipal; VC – Klassifizierung läuft